# Виставка «Місто сонця. Архітектура комунізму»

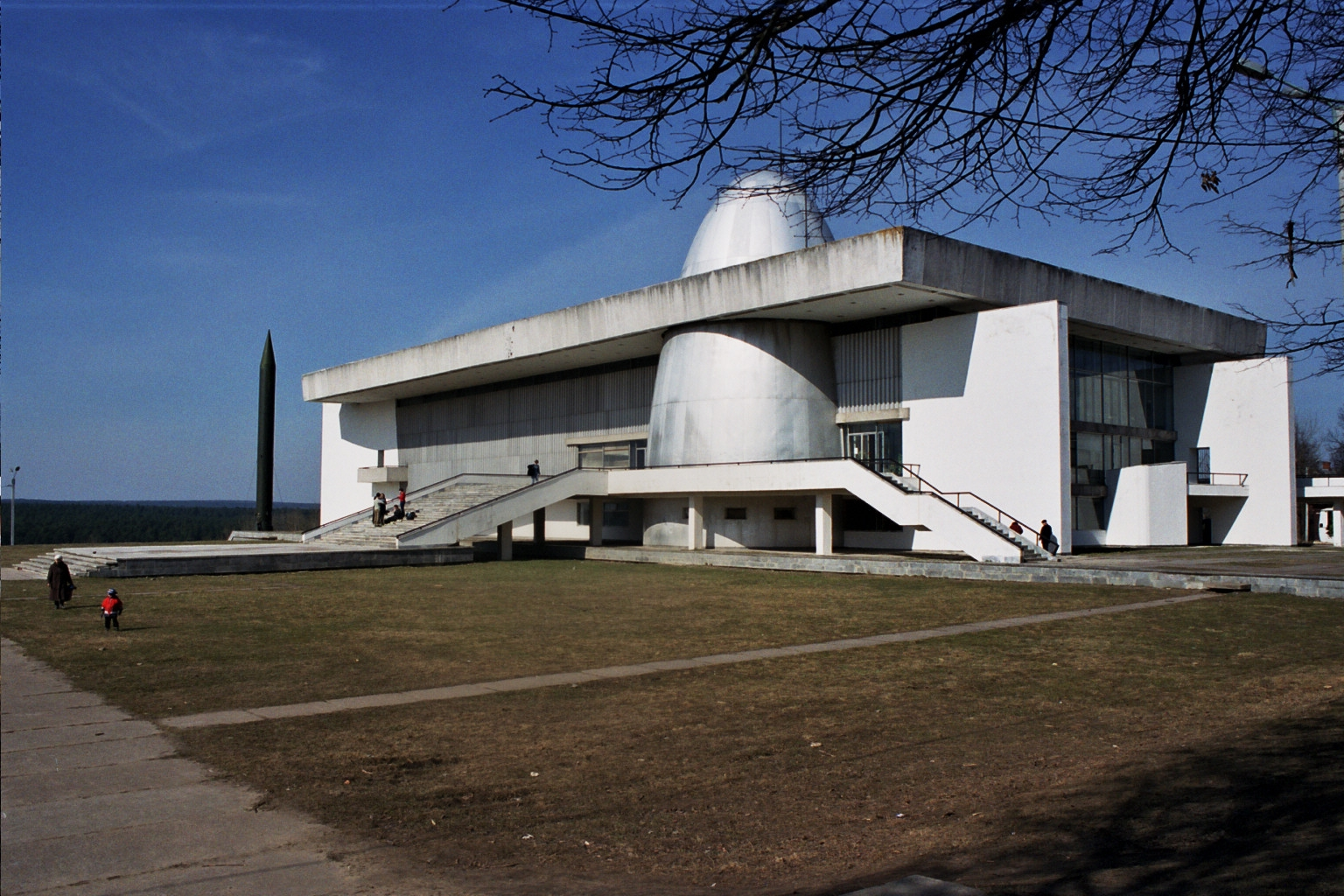
Музей історії космонавтики, Калуга.

Виставка «Місто сонця. Архітектура комунізму» — виставка, що відбулася 12 квітня—12 травня 2013 року,  і площу для якої надала Петропавлівська фортеця в Санкт-Петербурзі. 

## Феномен радянської архітектури 1960-х —1980-х рр
В змаганні зі Сполученими Штатами і світом капіталізму як таким — Тоталітарний СРСР посів провідні позиції в дослідженні космосу. І використав це в військовому і політичному зміцненні власної системи та в пропаганді. Тимчасовий ентузіазм в країні  відбився в появі космічної теми в музиці, літературі жанру фантастика, в естрадно-пісенному жанрі і в архітектурі.
Феномену космічної архітектури в СРСР 1960-х —1980-х рр і була присвячена виставка в Петербурзі. Вона мала провокативну назву «Місто сонця», відсилаючи відвідувачів до утопічного твору Томмазо Кампанелла та до комуністичної архітектури останніх десятиліть СРСР.
Космічна тема в радянській архітектурі не була підтримана окремим маніфестом чи теоретичним підґрунтям, їх не було. Не було створено і її ідеологічної чи філософської платформи. Тим не менше в той період існувало чимало утопічних творів як відбиток очікувань комунізму та його дарунків, котрі пов'язували тоді з дослідженнями та завоюванням космосу. Звідси друга частина назви виставки — «Архітектура комунізму». Тогочасна архітектура була теж впряжена в велетенський віз радянської пропаганди, як візуальний образ бажаного середовища для новітньої, безнаціональної людини комуністичного майбутнього. 
Серед розділів виставки — « Середовище для нової людини », «Облаштування природи», « Храми науки», адже в тоталітарному суспільстві література, наука  і архітектура були більше ніж література чи архітектура. Вони мимоволі перебирали на себе більші функції (просвітницькі, історичні, світоглядні),  ніж в розвинених капіталістичних країнах.
На тлі невиразної і пересічної архітектури СРСР раптово виникло декілька футуристичних і оригінальних споруд (більше п'ятдесяти) в різних республіках , що запозичили власні форми з усіх усюд — від національного середньовіччя, від знахідок капіталістичних архітекторів і до авангарду початку 20 століття. Проаналізувати феномен радянської архітектури 1960-х —1980-х рр в тоді ще єдиній країні і намагалась виставка.

## Лекційна програма
Виставка в Петропавлівській фортеці супроводжувалась екскурсіями та циклом лекцій. Тематика лекцій не вичерпувалась тільки архітектурними проблемами, а висвітлювала проблеми і досягнення мультиплікації радянського періоду, космічної музики 1960-80-х рр., проблемами радянської науки, яка мимоволі була більше чем наукою в тоталітарному суспільстві. 
- лекція архітектора Станіслава Савіна, автора споруди НДІ робототехніки і технічної кібернетики ( так звана «ракета на Світлановському проспекті») та НПО «Красная Заря» (так званий «робот на Сампсонієвському в Петербурзі»)
- лекція «Образ майбутнього в радянській мультиплікації». Лектор — Станіслав Сладковський, аспірант СПб ГУ, активіст лівопатріотичного комуністичного руху «Суть времени»
- лекція архітектора Ігоря Малькова, автора експериментального піонерського табору  «Прометей», місто Владівосток
- лекція «Космічна музика 1960-80-х рр. : Артемьєв, Мартинов, Гладков та інші». Лектор — Станіслав Сладковський
- лекція архітектора Олексія Воронцова (Москва) про  Олімпійський велотрек в Крилатському, Москва.

## Вибрані зразки  архітектури

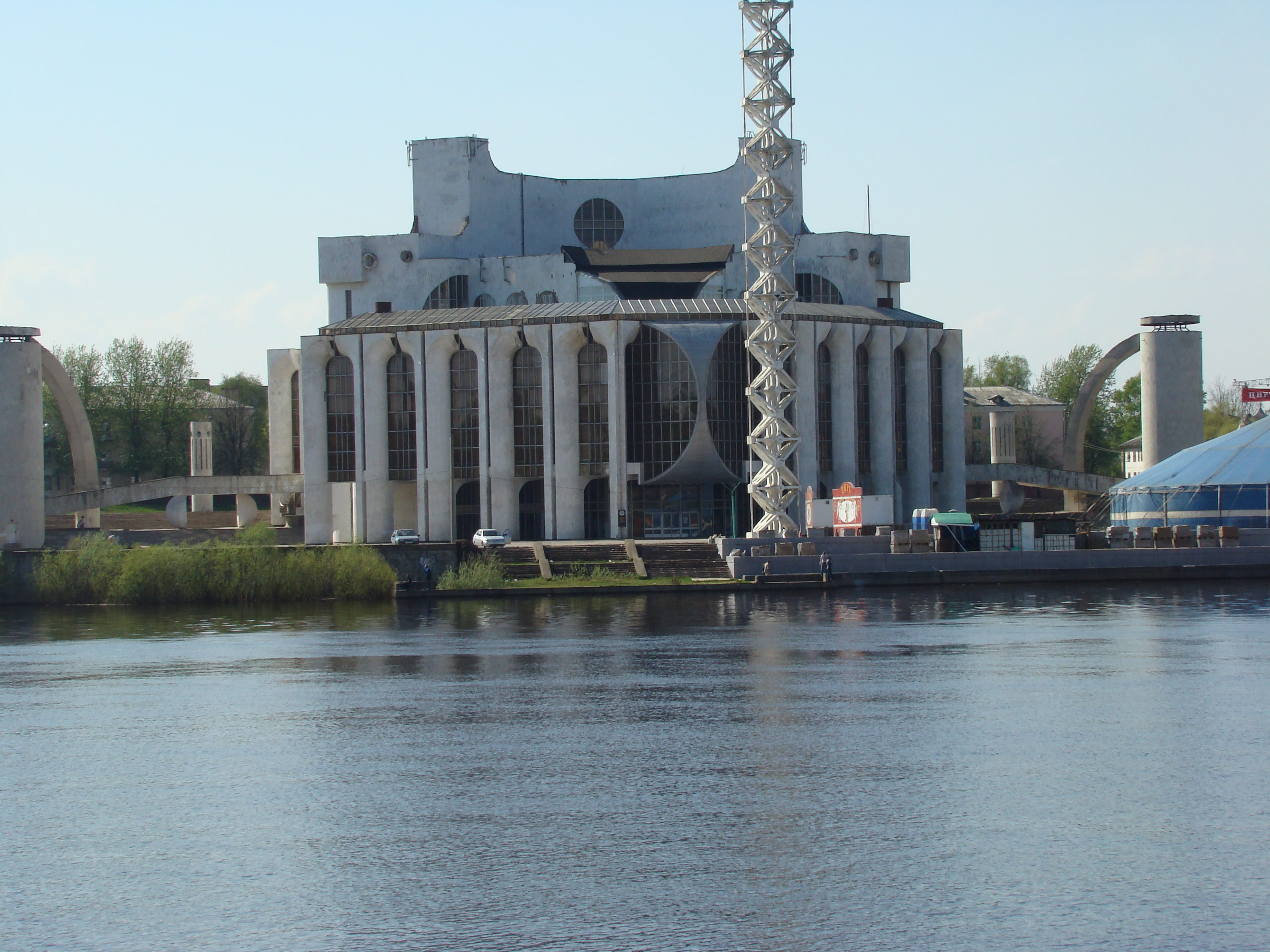
Новгородський академічний театр драми імені Ф.М. Достоєвського, Великий Новгород

- Музей історії космонавтики, Калуга
- Споруда Президії Академії наук Росії, Москва,  1968—1982 рр.
- Будівля Міністерства транспорту тодішньої Грузинської ССР,  Тбілісі,  1970-і рр.
- Ресторан «Поплавок», Дніпропетровськ,  1976 р.
- Науково-дослідний інститут  кібернетики і робототехніки, Ленінград, 1987 р.
- Новгородський академічний театр драми імені Ф.М. Достоєвського, Великий Новгород, 1987 р.
- Крематорій, Київ, 1975 р.
- Центр вітрильного спорту, Таллінн, 1980 р.
- Палац весіль,  Тбілісі,  1985 р.

## Галерея фото

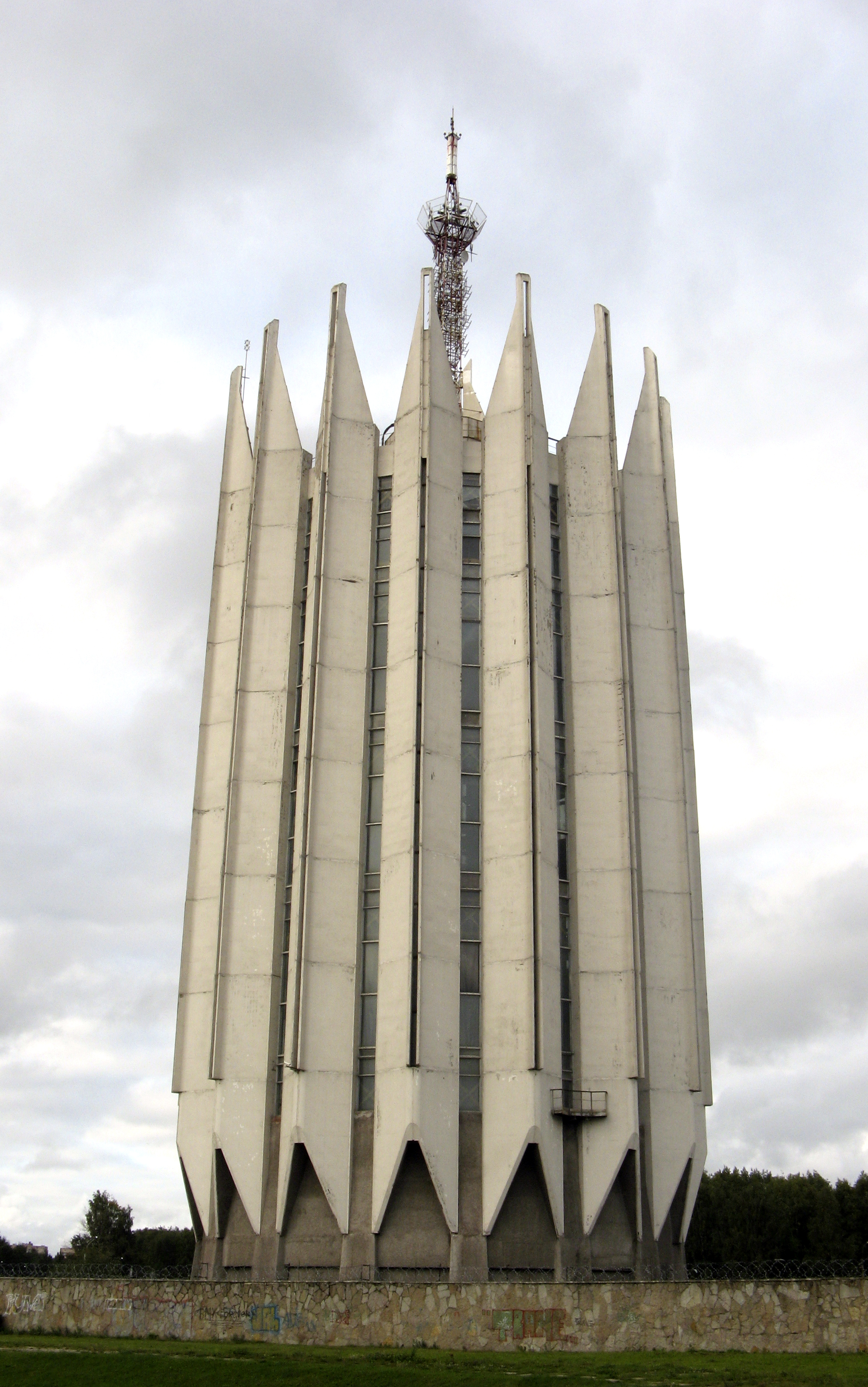
Науково-дослідний інститут робототехніки і технічної кібернетики, ( так звана «ракета на Світлановському проспекті»)
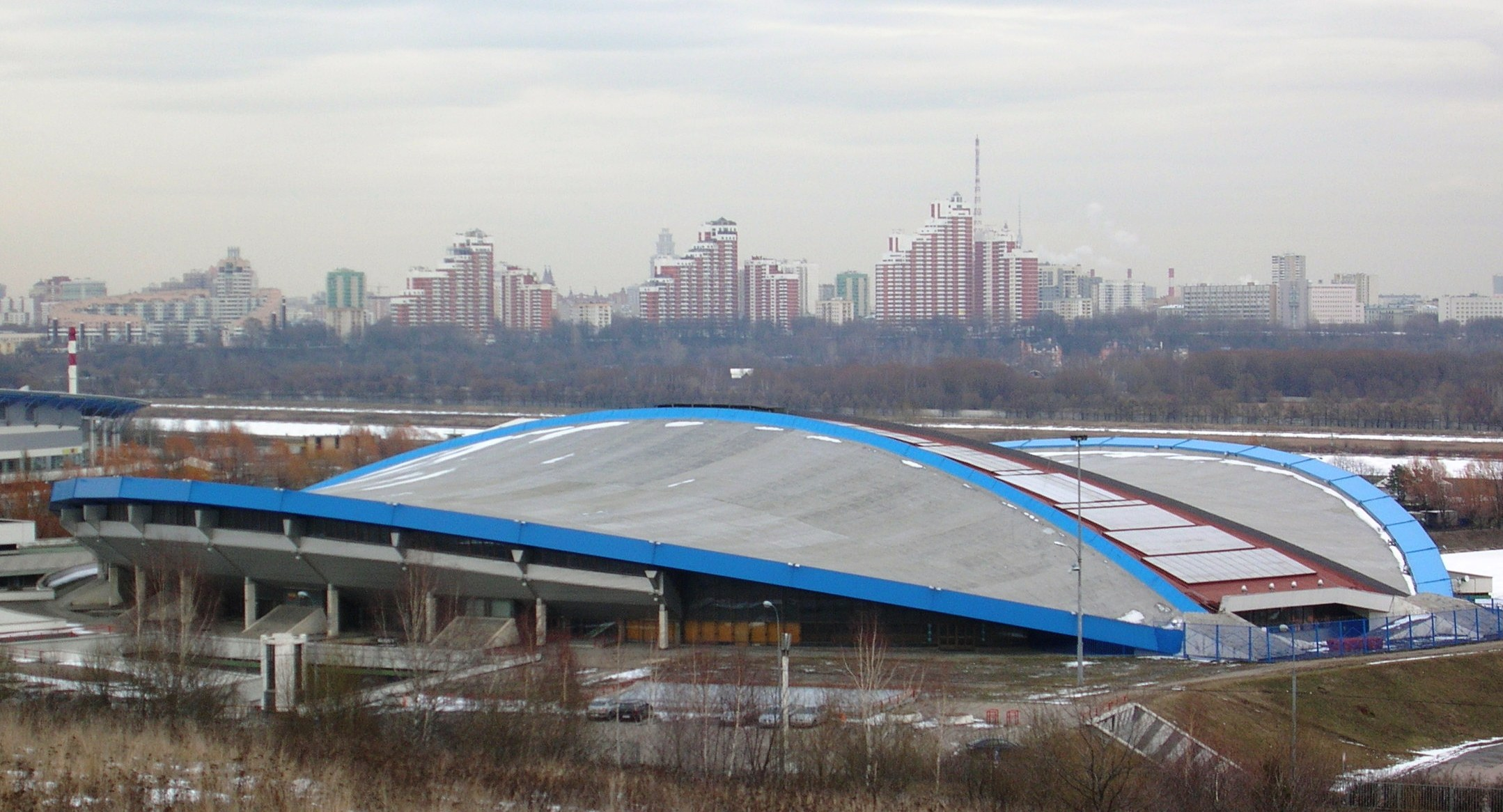
Олімпійський велотрек в Крилатському, Москва.